# João Califórnia
João Califórnia (Peniche, 30 de outubro de 1929 - Lisboa, 9 de março de 2001) foi um pintor português do século XX. Usou frequentemente o pseudónimo A. Kayres.
Representa, até hoje, um dos expoentes máximos da pintura paisagista portuguesa, em especial na difícil e requintada técnica da pintura à espátula. Está representado em inúmeras coleções públicas e privadas.

## Vida e obra
João Califórnia nasceu na cidade piscatória de Peniche, outrora vila, a cerca de 90 km de Lisboa.
Mostrou, desde muito novo, grande habilidade para as artes, com especial enfoque para o desenho. Por isso, não foi surpreendente que, em 1947, tenha entrado para a Escola de Belas-Artes de Lisboa, onde cursou pintura, desenho e decoração.
Em 1956, concluiu com distinção o curso superior de Pintura, momento-chave que o fez decidir-se por dedicar a sua vida à pintura, especializando-se na técnica à espátula.
Organizada pelas "Galerias Yela", um espaço de arte de renome dirigido pelo proeminente marchand português, José Dias Rodrigues (1921-2010), com quem Califórnia colaborou durante 22 anos, realizou-se em 1969 a sua primeira mostra individual em Coral Gables, Flórida, EUA.
Outras significativas exposições individuais do artista, sob a égide das "Galerias Yela", ocorreram no estrangeiro: em Dusseldorf e Munique na Alemanha em 1973; em Newark, Nova Jérsia e Filadélfia nos EUA em 1975; e em Caracas, na Venezuela, em 1976 e 1978. Em 1982, o artista teve uma exposição em Madrid, em Espanha.
Califórnia também apresentou trabalho em diversas cidades americanas e na Ásia, durante as décadas de 1970 e 1980, incluindo em Harrison, Nova Iorque, Boca Raton, Flórida, Mineápolis, Minnesota, Massachusetts, Sacramento, Beverly Hills, na Califórnia, e em Tóquio, no Japão.
Aliás, por causa disso, passou diversas temporadas nos Estados Unidos da América onde deixou obra artística que hoje em dia ainda é bastante apreciada, aparecendo, com alguma frequência em leilões de arte de casas tão famosas como a Christie's.
A sua pintura versa muito, mas não só, sobre docas e vilas piscatórias, algo que representava um dos seus temas prediletos. Participou em diversas exposições individuais e coletivas.
O seu trabalho, exclusivamente a óleo, encerra uma grande luminosidade a par de um estilo declaradamente vivo. Está representado em inúmeras coleções públicas e privadas, para além de ser presença assídua em leilões de arte nacionais e internacionais. Os preços dos seus trabalhos variam entre dois mil e cinquenta mil euros, dependendo do formato.
É pai do artista plástico João Moreira.